# 月牙湖乡
月牙湖乡，是中华人民共和国宁夏回族自治区銀川市兴庆区下辖的一个乡镇级行政单位，原属陶乐县。

## 行政区划
月牙湖乡下辖以下地区：
小塘村、大塘南村、大塘北村、海陶南村、海陶北村、塘南村和月牙湖村。